# Dațkî, Iavoriv
Dațkî (în ucraineană Дацьки) este un sat în comuna Verbleanî din raionul Iavoriv, regiunea Liov, Ucraina.

## Demografie
Componența lingvistică a localității Dațkî
     Ucraineană (100%)
Conform recensământului din 2001, toată populația localității Dațkî era vorbitoare de ucraineană (100%).